# スタジオ (映像撮影)
本項目では、スタジオのうち、もっぱら映像の撮影用に使われるもの、つまり映画・テレビ番組・ビデオの撮影用スタジオについて説明する（以下「映像撮影スタジオ」と記す）。

## 歴史的な経緯をふまえた分類
映像撮影スタジオは、歴史的には、「同時録音ができないスタジオ」と「同時録音用スタジオ」、さらに同録可能スタジオの進化形としての「ビデオスタジオ」に大別される。また、多少別の分類のものとして、特殊な撮影に特化した「特殊撮影用スタジオ」もある。

### 同時録音ができないスタジオ
「同時録音ができないスタジオ」は古くから映画撮影に用いられてきたスタジオである。フィルムによる映画撮影の場合、初期には映像と音は別々に記録するのが普通であり、映像の撮影の際には録音はしないものであった（フィルムを使ったムービーカメラは、撮影時に大きな音をたてるものであり、撮影現場では作品に使える音を録音することができなかったため）。
音を気にする必要がないため、古い映像撮影スタジオは、映像撮影ができれば良いと考えられており、音については全く配慮がなされていなかった。古い映像撮影スタジオの建物は、形態としては倉庫のようなものであり、夏は灼熱冬は極寒の過酷なしろものであった。しかし徐々に空調などは整えられてきており、同時録音用スタジオと同等の設備を持つものが増えてきている。
後述の「同時録音用スタジオ」や「ビデオスタジオ」と比べて設備投資額が少なくレンタル料金が安いため、現在（2005年時点）でも、音を必要としない商品撮影などをメインとした根強いニーズがあり、映像撮影スタジオのヴァリエーションのひとつとして存在している。
このようなスタジオでも、たいていは写真撮影スタジオと同じ程度には、ホリゾント（背景用の紙や布）や映像撮影用の照明機材（ライト類）は保有しており、オプションで借り出すことができる。ブルーバック合成（ビデオの世界ではクロマキー合成と呼ばれる）用のブルーホリゾントなども用意されていることが多い。ホリゾントや照明機材がたいていのスタジオに用意されていることについては、以下の同時録音用スタジオやビデオスタジオでも同じ。
レンタル料金は、一般に時間ないし期間による（この時間・期間には、セットなどの立て込み・解体に含まれる時間も含む。以下同じ）。レンタル内容は「撮影場所」のみであり、それ以外の資材類についてはオプションとなることが多い。

### 同時録音用スタジオ
その後、撮影時の音が小さなムービーカメラが開発され（ムービーカメラの改善とともに、現場の音を生かすためにカメラを防音箱に入れるなどの対策がとられた）、映像と音を同時に記録することが主流となった。この時代の映像撮影スタジオは、「映像の撮影」と「録音」の2面的な機能を求められるようになり、外部の音を防音することについてもある程度の対策が取られるようになった。
建物は、外部音からの防音が必須であるため、遮音壁を備えた専用のものを新築するか、あるいは廃業したボウリング場などの既存建築物を大改造するなどして、条件を満たしている。また、防音対策もあって締め切って使うのが前提であるため、空調設備は完備していて当然であり、前世代スタジオとは労働環境が一変している。
レンタル料金は、一般に時間ないし期間による。レンタル内容は「撮影場所」のみであり、それ以外の資材類についてはオプションとなることが多い。

### ビデオスタジオ
さらにその後、ビデオによる撮影が主流となるに従い、ビデオ機材を組み込んだ総合的なシステムとしてのスタジオが主流となった。ビデオの撮影機材は高価なものが多く、またビデオ撮影機材の制御には大規模な映像管理システムが必要になってきたことから、それらの設備を組み込んだ一括してレンタルができるシステムのニーズが高まってきたためである。
また、テレビ放送の黎明期には「ビデオ編集」という作業が存在せず編集はフィルム撮影をしての映画的編集が前提であったことから、リアルタイムな情報提供のためには生放送という手段しかなかった。そのため、ビデオスタジオの用途の中には、撮影した映像をリアルタイムで番組として放送できるような能力も要求される場合があった。この系列のものは、ビデオ機材を組み込み、カメラからの映像の切換えなどを行って番組として仕上げる機能を持つものもある。
そのような事情から、ビデオスタジオは、撮影を行う部分とビデオ機材の制御を行う部分とに分かれる。撮影を行う部分は「フロア」などと呼ばれる。ビデオ機材の制御を行う部分は「副調整室」「サブ」などと呼ばれる（「主調整室」は、放送用電波の送出管理を行う部屋のことであり、撮影用施設ではなく放送局の施設となる）。さらに別に、録画のためのビデオデッキなどを収める「機械室」を持つ場合もある。
建物は、専用の新築の建物であるか、大改造によって条件を満たしたものである。また、副調整室内にスポンサーやクライアントの立会いなどに対応した接待スペースを用意しているものもある。
レンタル料金は、一般に時間ないし期間により、レンタル内容は「撮影場所＋システムの使用料金」である。大半はオペレータ（機材の運用技術者）の人件費も含まれている。システムの利用を伴わないレンタルは、原則としてできない。

### CM撮影スタジオ
撮影対象コンテンツを主にCM・VP・PVとしているスタジオ。
映画撮影スタジオより近代的だが、ビデオスタジオの様に副調整室を持たない。
対象コンテンツは何れもスタジオでの準備～撮影～撤収までの期間が短く編集設備等を必要としない為。
撮影スタジオ内の設備も映画スタジオ・ビデオスタジオと異なる。
広告制作プロダクションが親会社となっているケースもあり、横浜スーパー・ファクトリー（電通）、イメージスタジオイチマルキュウ（東急エージェンシー）、メディアガーデン（AOI Pro.）が有名である。
レンタル料は、
スタジオ使用料＋照明機材費＋その他の機材費＋電源料＋人件費＋消耗品費＋経費
の総合計が一般的である。

### 特殊撮影用スタジオ
ある程度の継続的なニーズのある撮影に特化したスタジオもある。代表的な例として「特撮スタジオ」と「野外スタジオ」があげられる。

#### 特撮スタジオ
「モーション・コントロール・カメラ」「ヴァーチャルスタジオ（場所ではなく撮影機材の名称）」など、大規模で特殊な撮影機材を装備したスタジオである。
モーション・コントロール・カメラなどの特殊な撮影機材の中には、移動することが困難なほど大規模で定置型のものもある。そういった撮影機材が必要となるような特殊な撮影のために、あらかじめその機材を設置しておき、その機材のための専用の映像撮影スタジオとして使われるものがある。当初はもっぱら「SF映画」などの特撮の撮影に用いられたが、デジタル合成技術の進化に伴い、一般映画や大作テレビドラマなどでの使用も増加してきている。
レンタル料金は、一般に時間ないし期間によるが、レンタル内容は「撮影場所＋そのスタジオが備えている特殊機材の使用料金＋特殊機材のオペレータ人件費」のセットとなる。システムの利用を伴わないレンタルはできない。

#### 野外スタジオ
巨大なセットを必要とする野外シーンの撮影などに使われる野原なども「スタジオ」と呼ばれる場合がある。たいていの場合、野外スタジオには撮影に使われる照明機材などが用意されており、レンタルでそれらの機材を使うことができる。
レンタル料金は、一般に時間ないし期間による。それ以外はすべてオプションとなることが多い。

## 映画スタジオ
英語における「映画スタジオ」にあたるmovie studioあるいはfilm studio, ないしはたんにstudioという語は、「映画を撮影するためのスタジオ（場所）」という意味ではなく、「映画会社」それも「メジャー映画会社」という意味で用いられる。これは、「映画を撮影するためのスタジオ」が映画会社の中核設備であった時代の名残りであり、その伝統が引き継がれた用法である。独立プロダクションが製作した作品を、「studio」が意味する製作機能ではなく配給の機能をメジャー映画会社に求め、作品を売りつける場合、「studioに売る」と表現する。
日本語においては、映画スタジオといえば映画の撮影所であり、ステージがあって、セットを建て、装飾する美術スタッフが常駐し、セット撮影を行う場所である。

## ビデオスタジオの詳細
以下、現在（2005年時点）ではもっとも一般的なビデオスタジオについての詳細について述べる。

### 構成
ビデオスタジオは、前述の通り、「撮影を行うフロア」と「撮影システムを制御する副調整室」に分けられ、見える範囲で2室構成となっているのが一般的である。実際には他にビデオデッキや制御機器類などをおさめた「機械室」を別に持ち、3室構成となっていることが多い。
副調整室の機能は、その目的に応じて決められる。

### 規模
ビデオスタジオの規模や用途はさまざまである。
小規模なものには、企業が自社内の広報用ビデオ映像を制作するために用いるものや、全国規模の塾が名物講師の授業を全国配信するために用いるものなどがある。
大規模なものには、テレビ局が自社番組の制作に用いるものがある。

### 機能
ビデオスタジオに求められる機能にも、さまざまなものがある。
特に性格の差があらわれるのは、テレビ局が保有するものである。ビデオスタジオとひとくちに言っても、生放送用のシステムに重点を置いたものや、ドラマやバラエティショー番組など編集を前提とした作品の撮影などを主目的としてフロアを広く取ったもの、放送そのもののイベント化を目指したスケルトンスタジオなどがある。
それらのスタジオの性格は、必ずしもはっきりと分けられるものではなく、クロスオーバーする部分がある。しかしある程度の傾向はみられるため、以下その特徴に着目して詳述する。

#### 生放送用のビデオスタジオ
生放送用のビデオスタジオは、報道番組やワイドショーなどを主目的としたものである。生放送用のビデオスタジオの副調整室は、ビデオ信号を送ることが可能な容量を持つ専用回線によって、送出局の主調整室と直結されている。
これらのスタジオは、生放送が主目的であるため、撮影そのものはあまり凝ることができないし、また合成などにも限界がある。そのため、撮影を行うフロアよりは、撮影されたものの切換えなどを行う副調整室に重点が置かれて設計されている。
撮影機材としては、そのスタジオ専用のスタジオカメラが数台設置されている。必要に応じてカメラを増やしたりクレーンなどの撮影用の特機を入れることも可能である。
副調整室には、リアルタイムでビデオ素材を送出したり音響効果をつけたりするという作業が必要になることが多いため、生放送中に挿入する取材ビデオの映像を再生するビデオデッキや、効果音などの音素材を再生するオープンリールテープレコーダー・CDプレイヤー・MDプレイヤーなど、充実したものが用意されている。
また、報道番組などに使われることを想定して、ビデオスタジオそのものが、放送局の報道セクションなどの近隣に設置されていたり、報道セクションとの間がガラス張りにされているなどの演出的工夫が凝らされている場合もある。
生放送を行う場合には、副調整室で仕上げられた映像信号は、放送局の主調整室に送られ、そこからリアルタイムで放送される（副調整室での仕上げ作業に失敗した場合には、そのまま放送事故になる）。
また、この設備を持つスタジオは、次に述べる「編集前提の撮影用スタジオ」としても、限定的にではあるが、使用が可能である。

#### 編集前提の撮影用スタジオ
編集前提の撮影用スタジオは、編集したのちに作品として仕上げることを目的とした映像を撮影するスタジオである。生放送・スタジオ撮影がないドキュメンタリー以外の大半の番組が対象となるため、かなり受け持ち範囲が広い。また、このタイプのスタジオでも副調整室はある程度の機能を持っているため、生放送用スタジオには劣るにせよ、主調整室と回線を直結すれば、生放送を行うことも可能である。
このタイプのスタジオの典型的なものは、テレビドラマなどの撮影に使われるスタジオである。このようなケースでは、大規模なセットを組む必要が出てくることが多いため、副調整室よりもフロアの方に重点が置かれる。フロアの面積を広く取り、高さなども余裕を持たせる必要がある。また、生放送と比べると撮影が長時間に及ぶことが多いために、出演者やスタッフの休憩用スペースなども必要となる。セットの組み立てや解体なども日常的に行われるため、大道具担当チームなどとも連携を取る必要があり、大道具倉庫などとも組みあわせて設計される。大は小を兼ねるで、広いスタジオに複数のセットを組み、時分割して複数の番組が共用するといったことも行われる。
機材は、そのスタジオ専用のスタジオカメラのほか、収録用のビデオデッキに重点が置かれて整備されている。バラエティ番組の収録の際には、出演者に取材ビデオを見せる必要があることから、ビデオ再生機材やひととおりの音素材再生機材も用意されているが、それらは生放送用のスタジオほどには重視されない。

#### スケルトンスタジオ（オープンスタジオ）
収録そのものをイベント化するために、街頭ないし建物内部の一般市民が容易に見ることができるところに、ガラス張りのスタジオを設置することがある。それらのスタジオは、中の様子が透けて見えることから「スケルトン（＝骸骨、骨格）スタジオ」と呼ばれる。基本的には、あまり凝った構成ではない生放送用のスタジオであり、報道番組の一部あるいは全部をスケルトンスタジオから放送する場合もある。
なお、この形式のスタジオの名称については、放送局社屋内については「オープンスタジオ」、放送局社屋外の場所にあるものは「サテライトスタジオ」と呼ばれるケースも存在する。

## テレビ局のスタジオ

### 各局のスタジオの特徴
テレビ局のスタジオにはいろいろな特徴があり、その一例としてTBSテレビやフジテレビ・テレビ朝日の報道専用スタジオは、報道局と隣接した場所に配置されており、その地の利を活かしスタジオの一部を報道フロアに開放もしくは隣接部の仕切りを壁ではなく遮音ガラスとして、報道フロアとの一体感を演出している。
また、日本テレビの場合は、本社内に“マイスタジオ”と呼ばれるオープンスタジオがある（現本社の稼動開始に合わせて、旧本社の同名スタジオは閉鎖）。こちらは視聴者に番組が作られる過程の一部を見てもらおうという意図と、放送中の外の様子（天候であり、時間経過である）を見せながら番組を進行することで、視聴者に「リアルタイム感」を味わってもらいたいという2つの意図がある。同局には“ゼロスタジオ”という同様の意図を持たせたオープンスタジオがあるが、こちらはその意図を更に深め、演奏所であるスタジオ全体を外に公開している（コストや運用上の都合から、このスタジオ専用の副調整室は設けられず、別のスタジオの副調整室を使用している）。
他には、TBSテレビのAスタジオとBスタジオで、双方の「美術（大道具）搬入口」を共用にし、その開口部もスタジオとして使用できるようなケースもある。これにより、両スタジオを一体化した運用も可能であるが、これは両スタジオの「美術（大道具）搬入口」を設計の都合上一つに集約する必要があり、その際に偶然出てきたアイデアが形になったということである。そのため当初から両スタジオの一体化運用はあまり重要視されておらず、一部特別番組で共用部にセットを組んだことがある程度に留まる。
さらに大阪の毎日放送では、テーマパーク（この場合はユニバーサルスタジオジャパン）にスタジオ（MBSスタジオ in USJ）を設置していた時期があった。こちらについては元々「映画スタジオ」のテーマパークであるものの、実際にここで映画が撮影されている訳ではないことから、パーク敷地内に「実際の番組制作が行われる施設を設けたい」という運営者側の希望があり、それを毎日放送が受けて開設したという経緯がある。
収録専用スタジオには、敷地内に「（屋外）オープンセット」を常設もしくはその都度設営するケースもある。一例としてはTBSテレビの緑山スタジオ敷地内に「痛快なりゆき番組 風雲!たけし城」「SASUKE」のセットや、ドラマ撮影用に住宅地のオープンセットが組まれたケースがあり、日本テレビの生田スタジオ敷地内には江戸の町並みを再現したオープンセットが組まれたケースなどもあった（現在は閉鎖）。

### 各局のスタジオの面積の比較
日本のテレビ局のスタジオで一番面積が広いスタジオはNHK放送センターのCT-101スタジオで350坪ある。地方局を含めた場合スタジオの平均は80坪程度であり、地方局でも自社制作の多い老舗局は広さよりも同時使用を含めた狭めのスタジオとなっている場合が多い。また、NHKと民放では坪数の定義が違い民放と同じ坪数でもNHKのスタジオは若干広いことになる。
ひとつの建物内に存在するスタジオ数としては、民放キー局では大小合わせて6〜10程度と言われ、民放準キー局も含めた地方局では2〜4程度が普通とされる。そのような中にあって東京・渋谷のNHK放送センターには35以上のテレビスタジオ（と専用サブ）がある。かつてのごく一時期ではあるが、TBSや日本テレビなどの一部民放局や制作プロダクションに貸し出された事があり、一部民放の番組がNHK放送センター内で収録されたことが問題になったこともあるという。当時は放送局以外の外部スタジオが少なかったという事情もあったそうであるが、現在では外部スタジオの増加などもあり、NHK以外（外部）への貸し出しは行われていないという。

#### 国内テレビ基幹各局スタジオの最大面積一覧
【注意】放送局名は登記社名に準じた形、略称は省略。一部「愛称」も併記。
- キー局（並び順はアナログチャンネル順）
  - 日本テレビ：全スタジオで最大なのは、2019年1月末より運用開始した番町スタジオにある265坪のC1スタジオとC2スタジオ、汐留の本社屋日テレタワー内のスタジオでは、13Fにある211坪のS1スタジオ（2019年1月まで稼働していた麹町分室では1Fにある250坪のGスタジオ）
  - TBSテレビ：本社4Fにある共に260坪のAスタジオとBスタジオ（砧スタジオでは、共に200坪のK1スタジオとK2スタジオであり、横浜・緑山スタジオでは、共に240坪のM4スタジオとM5スタジオ、「オープンロケ地」は約20,000坪）
  - フジテレビ：本社3Fにある300坪のV4スタジオ（2007年9月稼動のフジテレビ湾岸スタジオにおいても最大規模のスタジオは313坪で全8スタジオ中4スタジオ）
  - テレビ朝日：本社B1Fにある245坪の第1スタジオ（アーク放送センターでは､B3Fにある190坪のAスタジオ）
  - テレビ東京：本社1Fにある200坪の第1スタジオ（神谷町スタジオでは、200坪の第1スタジオ。天王洲スタジオでは､250坪の天王洲1スタジオ）
- 準キー局（並び順は開局順）
  - 毎日放送：本社M館2Fにある155坪のCスタジオ（旧ギャラクシーホール）
  - 朝日放送：本社1Fにある163坪のAスタジオ
  - 関西テレビ：本社1Fにある200坪のなんでもアリーナスタジオ
  - 読売テレビ：本社内にある240坪の第1スタジオ
  - テレビ大阪：本社内にある80坪の第1スタジオ
- 基幹局
  - 名古屋（並び順は開局順）
    - CBCテレビ：放送センター内にある80坪のBスタジオと会館内にある80坪の第6スタジオ
    - 東海テレビ：本社新館内にある80坪のAスタジオ・Bスタジオ
    - 名古屋テレビ（メ～テレ）：本社内にある120坪のBスタジオ
    - 中京テレビ：本社内にある120坪のBスタジオ
    - テレビ愛知：本社内にある90坪の第1スタジオ

  - 福岡
    - RKB毎日放送：本社内にある120坪のT-1スタジオ
    - 九州朝日放送：本社内にある120坪のテレビスタジオ
    - テレビ西日本：本社内にある130坪の第1スタジオ
    - 福岡放送：本社内にある110坪のAスタジオ
    - TVQ九州放送：本社内にある85坪の第1スタジオ

  - 札幌
    - 北海道放送：本社内にある129坪のテレビ第1スタジオ
    - 札幌テレビ：本社内にある90坪のTスタジオ
    - 北海道テレビ：本社内にある100坪の第1スタジオ
    - 北海道文化放送：本社内にある140坪の第1スタジオ
    - テレビ北海道：本社内にある65坪の第1スタジオ

地方局では60～100坪程度が一般的とされ、最大でも150坪クラス止まりだという。200坪クラスのスタジオは今のところ存在していない。

### スタジオの呼び方
テレビ局のスタジオ番号には、数字を使う所、アルファベットを使う所、数字とアルファベットを合わせて使う所と様々である。
在京局について具体的に挙げると、NHKでは本部放送センターではアルファベット2文字と数字3桁の組み合わせ（「CT-101」など）、日本テレビでは現本社が「汐留」の「S」と数字の組み合わせ（「S1」など）、TBSテレビはラジオが数字のため、それとの区別からアルファベットを使用し、フジテレビも日本テレビ同様にアルファベットと数字の組み合わせ（「V1」など）。テレビ朝日とテレビ東京、そして東京MXテレビは共に数字のみ（「第1スタジオ」など）だが、テレビ朝日は一部のスタジオに所在階数を合わせたスタジオ番号を付けている。
NHKおよび東京MXテレビを除く在京局について、スタジオ名について更に細かく見ていくと、このようになる。
- NHKの場合、昔（内幸町時代）は第1スタジオ・第2スタジオなどの第○スタジオとつけていた〈ただし、1964年の渋谷区にある放送センターの一部完成・第1期運用開始まで　地域拠点局、地方放送局では現在でも第○スタジオとついているところがある〉が、1964年の放送センター（現局舎）一部完成・第1期運用開始からは現在の呼び名で呼ぶようになった　内幸町の旧放送会館にあったスタジオも、現放送センターの一部完成・1973年の完全移転まで3ケタの数字で呼んでいた。本部機能が内幸町時代の1965年から渋谷移転後の1980年まで放送された朝の情報番組スタジオ102は、番組タイトルが使用スタジオに由来しており、旧放送会館の102スタジオを使用した後、渋谷の放送センター移転以降はCT-102スタジオを使用した為、移転前後でタイトルを変えることなく放送されていた。
- 日本テレビの旧本社（現麹町分室）では、「G」「K」とアルファベットで呼んでいる。「生田スタジオ」（川崎市）については数字のみの表記である。
- TBS関連会社が運営する「緑山スタジオ」（横浜市）は立地（緑山）を示す「M」と数字の組み合わせ（「M1スタジオ」）。
- TBSや関西テレビ放送などが本体もしくは関連会社によって運営している「東京メディアシティ」（国際放映管理）は、各社の意向にそったスタジオ名が付けられている（TBS運営分は立地である「砧」の頭文字を取り「K-1」「K-2」の表記）。
- テレビ東京関連会社が運営する「テレビ東京天王洲スタジオ」（品川区）は、本社同様に数字のみのスタジオ名である。